# Kristýna Markéta Hesenská
Princezna Kristýna Markéta Hesenská (německy: Christina Margarethe Prinzessin von Hessen; 10. ledna 1933, Kronberg im Taunus – 22. listopadu 2011, Gersau) byla německá princezna. Byla sestřenicí krále Karla III. Britského. V letech 1956 až 1962 byla manželkou prince Ondřeje Jugoslávského, syna Alexandra I. Jugoslávského.

## Rodinné zázemí a raný život
Narodila se v Německu dne 10. ledna 1933 na zámku Friedrichshof v Kronbergu im Taunus. Princezna Kristýna („Krista“) Hesenská byla nejstarší dítě prince Kryštofa Hesenského (1901 - 1943) a princezny Sofie Řecké a Dánské (1914–2001), mladší sestry prince Philipa, vévody z Edinburghu. Kristýnina babička z otcovy strany, princezna Markéta Pruská, byla dcerou nejstarší dcery královny Viktorie Viktorie a jako taková sestra císaře Viléma II.
Princ Kryštof, člen Schutzstaffelu (SS), zastával důležité pozice v německém nacistickém režimu. Během druhé světové války byl majorem v Luftwaffe. Dne 7. října 1943, když bylo Kristýně deset let, byl její otec zabit v letecké nehodě v Apeninách blízko Forlì v Itálii. Její matka se v roce 1946 znovu vdala za prince Jiřího Viléma Hannoverského.
Ze dvou manželství její matky měla Kristýna čtyři sourozence a tři nevlastní sourozence: princeznu Doroteu Hesenskou (* 1934), prince Karla Hesenského (* 1937), prince Rainiera Hesenského (* 1939), princeznu Clarissu Hesenskou (* 1944), prince Welfa Hannoverského (* 1947), prince Jiřího Hannoverského (* 1949) a princeznu Frederiku Hannoverskou (* 1954).
Mezi její domovy, kde žila v dětství, patřil palác babičky z otcovy strany Friedrichshof v Taunu, rodinný hrad v Pankeru v Holštýnsku a sídlo jejích rodičů v Berlíně v Dahlemu.
Kristýna se v roce 1953 zúčastnila korunovace své tety ve Westminsterském opatství, kráčela v průvodu vedeném babičkou z matčiny strany, princeznou Alicí. Kristýna a její sestřenice princezna Beatrix z Hohenlohe-Langenburgu strávily zimu 1955-1956 bydlením v Londýně, kde Kristýna studovala restaurování obrazů u Anthonyho Blunta. Nejbližším přítelem princezen v Anglii byl princ Ondřej Jugoslávský. Před rokem se s ním setkali v Portugalsku a on získal pocit, že jsou v Londýně osamělé.

## První manželství
Princezna Kristýna Hesenská si na zámku Friedrichshof dne 2. srpna 1956 vzala prince Ondřeje Jugoslávského, nejmladšího syna Alexandra I. Jugoslávského a princezny Marie Rumunské. Měli dvě děti.
- Princezna Marie Taťána („Tania“) Jugoslávská (* 18. července 1957), před svým sňatkem s Gregory Thune-Larsenem 30. června 1990 žila nějaký čas v Buckinghamském paláci, byla profesionální fotografkou a má potomky.
- Princ Kryštof Jugoslávský (4. února 1960[8] – 14. května 1994), žil nejprve se svým otcem a nevlastní matkou v Portugalsku až do jejich rozvodu v roce 1972, načež se vrátil do Anglie žít se svou matkou a nevlastním otcem. Poté, co narukoval do britské armády, byl nasazen v Belize a Severním Irsku. Vystudoval optickou elektroniku, získal titul v oboru laserového inženýrství na Heriot-Watt University. Byl omylem zabit při jízdě na kole domů z Port Ellen v květnu 1994. Zprávu o této tragédii sdělil Kryštofově babičce, princezně Sofii Hannoverské, jeho kmotr, vévoda z Edinburghu. V té době byla hostem na hradě Windsor, kam přijela z Německa.

V roce 1961 Kristýna opustila svého manžela, aby žila s abstraktním umělcem z Nizozemska Robertem Florisem van Eyckem. Ondřej zařídil rozvod a získal dvě děti páru do péče.

## Druhé manželství
Po jejím rozvodu se dne 3. prosince 1962 v Londýně Kristýna provdala za van Eycka. Pár měl dvě děti, Helenu Sofii van Eyckovou (* 1963) a Marka Nicholase van Eycka (* 1966).
Kristýna a van Eyck se rozešli v roce 1985 a rozvedli se 3. února 1986.
Kromě Německa a Anglie žila princezna Kristýna Hesenská v Saint-Paul-de-Vence ve Francii a ve švýcarském Gersau.

## Vývod z předků
|                           |                                   |  |                     |                                  |  |  |  |  |  |  |  | Vilém Hesensko-Kasselský |
|                           |                                   |  |                     |                                  |  |  |  |  |  |  |  |                          |
|                           | Fridrich Vilém Hesensko-Kasselský |  |                     |                                  |  |  |  |  |  |  |  |                          |
|                           |                                   |  |                     |                                  |  |  |  |  |  |  |  |                          |
|                           |                                   |  |                     | Luisa Šarlota Dánská             |  |  |  |  |  |  |  |                          |
|                           |                                   |  |                     |                                  |  |  |  |  |  |  |  |                          |
|                           | Bedřich Karel Hesenský            |  |                     |                                  |  |  |  |  |  |  |  |                          |
|                           |                                   |  |                     |                                  |  |  |  |  |  |  |  |                          |
|                           |                                   |  |                     | Karel Pruský                     |  |  |  |  |  |  |  |                          |
|                           |                                   |  |                     |                                  |  |  |  |  |  |  |  |                          |
|                           | Anna Pruská                       |  |                     |                                  |  |  |  |  |  |  |  |                          |
|                           |                                   |  |                     |                                  |  |  |  |  |  |  |  |                          |
|                           |                                   |  |                     | Marie Sasko-Výmarsko-Eisenašská  |  |  |  |  |  |  |  |                          |
|                           |                                   |  |                     |                                  |  |  |  |  |  |  |  |                          |
|                           | Kryštof Arnošt Hesenský           |  |                     |                                  |  |  |  |  |  |  |  |                          |
|                           |                                   |  |                     |                                  |  |  |  |  |  |  |  |                          |
|                           |                                   |  |                     | Vilém I. Pruský                  |  |  |  |  |  |  |  |                          |
|                           |                                   |  |                     |                                  |  |  |  |  |  |  |  |                          |
|                           | Fridrich III. Pruský              |  |                     |                                  |  |  |  |  |  |  |  |                          |
|                           |                                   |  |                     |                                  |  |  |  |  |  |  |  |                          |
|                           |                                   |  |                     | Augusta Sasko-Výmarská           |  |  |  |  |  |  |  |                          |
|                           |                                   |  |                     |                                  |  |  |  |  |  |  |  |                          |
|                           | Markéta Beatrix Pruská            |  |                     |                                  |  |  |  |  |  |  |  |                          |
|                           |                                   |  |                     |                                  |  |  |  |  |  |  |  |                          |
|                           |                                   |  |                     | Albert Sasko-Kobursko-Gothajský  |  |  |  |  |  |  |  |                          |
|                           |                                   |  |                     |                                  |  |  |  |  |  |  |  |                          |
|                           | Viktorie Sasko-Koburská           |  |                     |                                  |  |  |  |  |  |  |  |                          |
|                           |                                   |  |                     |                                  |  |  |  |  |  |  |  |                          |
|                           |                                   |  |                     | Viktorie Britská                 |  |  |  |  |  |  |  |                          |
|                           |                                   |  |                     |                                  |  |  |  |  |  |  |  |                          |
| Kristýna Markéta Hesenská |                                   |  |                     |                                  |  |  |  |  |  |  |  |                          |
|                           |                                   |  |                     |                                  |  |  |  |  |  |  |  |                          |
|                           |                                   |  | Kristián IX. Dánský |                                  |  |  |  |  |  |  |  |                          |
|                           |                                   |  |                     |                                  |  |  |  |  |  |  |  |                          |
|                           | Jiří I. Řecký                     |  |                     |                                  |  |  |  |  |  |  |  |                          |
|                           |                                   |  |                     |                                  |  |  |  |  |  |  |  |                          |
|                           |                                   |  |                     | Luisa Hesensko-Kasselská         |  |  |  |  |  |  |  |                          |
|                           |                                   |  |                     |                                  |  |  |  |  |  |  |  |                          |
|                           | Ondřej Řecký a Dánský             |  |                     |                                  |  |  |  |  |  |  |  |                          |
|                           |                                   |  |                     |                                  |  |  |  |  |  |  |  |                          |
|                           |                                   |  |                     | Konstantin Nikolajevič Romanov   |  |  |  |  |  |  |  |                          |
|                           |                                   |  |                     |                                  |  |  |  |  |  |  |  |                          |
|                           | Olga Konstantinovna Ruská         |  |                     |                                  |  |  |  |  |  |  |  |                          |
|                           |                                   |  |                     |                                  |  |  |  |  |  |  |  |                          |
|                           |                                   |  |                     | Alexandra Sasko-Altenburská      |  |  |  |  |  |  |  |                          |
|                           |                                   |  |                     |                                  |  |  |  |  |  |  |  |                          |
|                           | Sofie Řecká a Dánská              |  |                     |                                  |  |  |  |  |  |  |  |                          |
|                           |                                   |  |                     |                                  |  |  |  |  |  |  |  |                          |
|                           |                                   |  |                     | Alexandr Hesensko-Darmstadtský   |  |  |  |  |  |  |  |                          |
|                           |                                   |  |                     |                                  |  |  |  |  |  |  |  |                          |
|                           | Louis Battenberg                  |  |                     |                                  |  |  |  |  |  |  |  |                          |
|                           |                                   |  |                     |                                  |  |  |  |  |  |  |  |                          |
|                           |                                   |  |                     | Julie von Hauke                  |  |  |  |  |  |  |  |                          |
|                           |                                   |  |                     |                                  |  |  |  |  |  |  |  |                          |
|                           | Alice z Battenbergu               |  |                     |                                  |  |  |  |  |  |  |  |                          |
|                           |                                   |  |                     |                                  |  |  |  |  |  |  |  |                          |
|                           |                                   |  |                     | Ludvík IV. Hesensko-Darmstadtský |  |  |  |  |  |  |  |                          |
|                           |                                   |  |                     |                                  |  |  |  |  |  |  |  |                          |
|                           | Viktorie Hesensko-Darmstadtská    |  |                     |                                  |  |  |  |  |  |  |  |                          |
|                           |                                   |  |                     |                                  |  |  |  |  |  |  |  |                          |
|                           |                                   |  |                     | Alice Sasko-Koburská             |  |  |  |  |  |  |  |                          |
|                           |                                   |  |                     |                                  |  |  |  |  |  |  |  |                          |